# Peter Brownbill
Peter Brownbill (* 17. April 1968 in Dortmund) ist ein deutscher Schauspieler.

## Karriere
Brownbill begann 2009 seine Karriere als Schauspieler. Nach Theater-, Fernseh- und Kurzfilmauftritten spielte er 2010 in seinem ersten Kinofilm Jerry Cotton den Gangster „Larry Link“. Weitere Auftritte folgten in der Splatterkomödie „Savage Love“ des Regisseurs Olaf Ittenbach und 2011 in dem Joe-Wright-Kinofilm Wer ist Hanna? mit einem Kurzauftritt. Außerdem spielte er in „The Congress“ von Ari Folman einen Roboter. Zuletzt stand er in dem Kinofilm „Alles ist Liebe“ von Markus Goller vor der Kamera.
Im Theater hat Brownbill in „Das Leben ein Traum“ von Calixto Bieito am Nationaltheater Mannheim den Diener gespielt und die Hauptrolle als Zwerg in „Das singende, klingende Bäumchen“ unter der Regie von Olaf Becker. Zuletzt hat er die Hauptrolle als Chef in dem Märchen "Schneewittchen und die 7 Zwerge" gespielt, ebenfalls unter der Regie von Olaf Becker.
Brownbill hat in Musikvideos wie z. B. A Happy Place der Sängerin Katie Melua, „Weisse Nächte“ von Tanzwut, „Abrakadabra“ von Nazar, oder zuletzt in „Maskerade“ von Sido feat. Genetikk & Marsimoto mitgewirkt. Ebenso sieht man ihn in diversen Werbefilmproduktionen.
Neben seiner Schauspielkarriere ist er Mitbegründer einer Talentagentur namens Brownbill UG, die sich auf die Vermittlung kleinwüchsiger Darsteller spezialisierte. Die Agentur ist auch als Filmproduktion tätig und hat die Filmrechte an den Romanen Wer stiehlt schon Unterschenkel? und der „Samenbankraub“ von Gert Prokop gesichert.
Brownbill nahm 2014 das Trinklied  Perkeo einer klassischen und einer modernen Version auf. Im Jahr 2015 coverte er den Song 16 Zwerge der Band Tubbe.
Peter Brownbill hat ein eigenes Stand Up-Comedy Programm "Der Zwergenaufstand".
Peter Brownbill hat mit seinem Partner Patrick Keaton unter dem Namen "Smalltalk" 2016 in der Castingshow "Das Supertalent" teilgenommen.

## Filmografie (Auswahl)
- 2009: „Das Geheimnis der Zwerge“, Regie: Sven Hartung
- 2009: „Clownz“, Regie: Konstantin Koewius
- 2009: „Désamour“, Regie: Joel L. Jent
- 2010: Jerry Cotton, Regie: Cyrill Boss und Philipp Stennert
- 2010: „Savage Love 666“, Regie: Olaf Ittenbach
- 2010: „Kroas“, Regie: Ronald Ernst
- 2010: „Pizza2Go“, Regie: Pascal Schröder
- 2010: „The Return Of The Moonwalker“, Regie: Mike Maria und Mike Moreau
- 2010: „Malking Of Süsse Stuten 8“, Regie: Daniel Hyan
- 2011: Wer ist Hanna?, Regie: Joe Wright
- 2011: „Beicht-Stuhl“, Regie: Gabriel Borgetto
- 2011: „The Congress“, Regie: Ari Folman
- 2011: „Roulette“, Regie: Julian Schöneich
- 2011: „Wrinkle/The Trick“, Regie: Andreas Irnsdorfer
- 2011: „Dendrologium“, Regie: Rafael Stemplewski und A. Azam
- 2011: „Gilbertis Kuriositäten“, Regie: Emanuel Ebner
- 2011: „Update“, Regie: Pascal Schröder
- 2012: „Von Dienstag auf Mittwoch“, Regie: Oliver Haug
- 2012: „Fair Trade“, Regie: Emilie Cherlet
- 2012: „Funeral Planer“, Regie: Rebecca Ramlow
- 2013: „Wild Wanna Bees“, Regie: A. Hirschfeld
- 2014: Alles ist Liebe, Regie: Markus Goller
- 2014: Dr. Klein – Episoden 5–7
- 2015: De ontsnapping, Regie: Ineke Houtman
- 2017: Goblin 2 – Regie: Eric Hordes
- 2019: Schneewittchen und der Zauber der Zwerge
- 2019: Johannes Kepler, der Himmelsstürmer (Doku-Spielfilm)
- 2022: Bibi & Tina – Einfach anders

## Theater (Auswahl)
- 2009: Die Liste der letzten Dinge / Nebenrolle „Stationmann“ / Regie: Elisabeth Ramm / Theater der Künste Zürich
- 2012: Pedro Calderon Das Leben ein Traum / Nebenrolle „Diener“ / Regie: Calixto Bieto / Nationaltheater Mannheim
- 2013: Das singende, klingende Bäumchen / Hauptrolle „Zwerg“ / Regie: Olaf Becker / Wechselbad Dresden
- 2015: Schneewittchen und die 7 Zwerge / Hauptrolle „Chef“ / Regie: Olaf Becker / Boulevardtheater Dresden
- 2019: Knie – Das Circus-Musical / als „Pipo“ / Regie: Rolf Knie / Dübendorf, Bern und Basel (Schweiz)